# Primary Domain Controller
Primary Domain Controller (PDC) je "serverový" počítač v  Doméně Windows. Doména je skupina počítačů, kde je přístup k různým počítačových zdrojů řízen PDC. V doméně existují různé typy účtů, nejzákladnější je "host" ("guest") nebo "anonymní přihlášení" ("anonymous login"). PDC má administrátorský účet, který má úplnou kontrolu nad doménou 

## PDC
Domény mají alespoň jeden PDC, a zároveň mají většinou jednu nebo více Backup Domain Controller (BDC), což je záložní kopie pro případ výpadku PDC. První Windows NT Server v doméně je konfigurován jako primární řadič domény (PDC)  Program User Manager, který patří mezi Domains utility, slouží k udržení informací o uživateli a skupině pro danou doménu díky zabezpečené databáze na primárním řadiči. Na PDC je hlavní kopie databáze uživatelských účtů, které mohou být modifikovány. BDC počítače mají kopii této databáze, ale tyto kopie slouží pouze pro čtení. PDC pak pravidelně posílá svou databázi na BDC  BDC existuje především s cílem poskytnout zálohu pro PDC, ale mohou být také použity pro autentizaci uživatelů při přihlašování do sítě. Pokud by došlo k selhání PDC, může pak jeden z BDC zastat jeho místo. PDC bývá obvykle první řadič domény, který je vytvořen po předešlém nahrazení pomocí BDC.

### PDC emulátor
V novějších verzích systému Windows byly domény doplněny použitím Active Directory služeb. V Active Directory doménách již neplatí vztahy mezi primárním a sekundárním řadičem domény jako doposud. PDC emulátor zajišťuje databázi účtů a administrativní nástroje. Právě v důsledku vysokého pracovního zatížení může zpomalit celý systém. Služba DNS může být nainstalována na sekundárním emulátoru zařízení a zmírnit tak zátěž. Stejná pravidla platí i zde, tzn., že pouze jeden PDC může existovat v doméně, ale může existovat více záložních serverů 
- Hlavní PDC emulátor zastává pozici PDC v případě, že existují nějaké zbývající BDC uvnitř domény Windows NT 4.0, působí jako zdroj pro jejich náhradu.
- Hlavní PDC emulátor obdrží požadavek na změnu hesla v doméně. Během času, který je potřeba ke změně hesla ve všech doménách se službou Active Directory, obdrží okamžitě emulátor PDC oznámení o změně hesla a je-li pokus o přihlášení neúspěšný u jiného domain controller, pošle tento řadič domény žádost o přihlášení na hlavní emulátor PDC před tím, než je odmítnut.
- Hlavní PDC emulátor zajišťuje také synchronizaci hodin mezi všemi řadiči domény. Vše by mělo být zároveň synchronní s externím  NTP zdrojem hodin [5]

### Samba
PDC byl věrně implementován do  Samby, což je vlastně emulace Microsoftského  SMB klient/serveru.  Samba má schopnost emulovat NT 4.0 domény, běžící na Linuxu. 